# Zephyr (sistema operatiu)
Zèfir (/ˈzɛf ər/ ) és un petit sistema operatiu en temps real (RTOS) per a dispositius connectats, amb recursos restringits i integrats (amb èmfasi en microcontroladors) que admet múltiples arquitectures i es publica sota la llicència Apache 2.0. Zephyr inclou un nucli i tots els components i biblioteques, controladors de dispositius, piles de protocols, sistemes de fitxers i actualitzacions de firmware necessaris per desenvolupar programari d'aplicació complet.
Rep el nom de Zèfir, l'antic déu grec del vent de l'oest.

## Història
Zephyr es va originar a partir de Virtuoso RTOS per a processadors de senyal digital (DSP). El 2001, Wind River Systems va adquirir l'empresa de programari belga Eonic Systems, la desenvolupadora de Virtuoso. El novembre de 2015, Wind River Systems va canviar el nom del sistema operatiu a Rocket, convertint-lo en codi obert i lliure de drets d'autor.  En comparació amb l'altre RTOS de Wind River, VxWorks, Rocket tenia unes necessitats de memòria molt més petites, especialment adequades per a sensors i dispositius integrats d'una sola funció. Rocket podia encaixar en tan sols 4 KB de memòria, mentre que VxWorks necessitava 200 KB o més.
El febrer de 2016, Rocket es va convertir en un projecte col·laboratiu allotjat de la Linux Foundation amb el nom de Zephyr. Wind River Systems va contribuir amb el nucli de Rocket a Zephyr, però va continuar proporcionant Rocket als seus clients, cobrant-los pels serveis al núvol. Com a resultat, Rocket es va convertir en "essencialment la versió comercial de Zephyr".
Des de llavors, entre els primers membres i partidaris de Zephyr hi ha Intel, NXP Semiconductors, Synopsys, Linaro,  Texas Instruments, Nordic Semiconductor, Oticon i Bose.
A Gener 2025, Zephyr had the largest number of contributors and commits compared to other RTOSes (including Mbed, RT-Thread, NuttX, and RIOT).

## Característiques
Zephyr pretén proporcionar tots els components necessaris per desenvolupar aplicacions amb recursos limitats i integrades o basades en microcontroladors. Això inclou, entre d'altres:
- Un petit nucli
- Un sistema de configuració i compilació flexible per a la definició en temps de compilació dels recursos i mòduls necessaris
- Un conjunt de piles de protocols (IPv4 i IPv6, Protocol d'aplicació restringida (CoAP), LwM2M, MQTT, 802.15.4, Thread, Bluetooth Low Energy, CAN)
- Una interfície de sistema de fitxers virtual amb diversos sistemes de fitxers flash per a emmagatzematge no volàtil (FatFs, LittleFS, NVS)
- Mecanismes de gestió i actualització del firmware del dispositiu

### Configuració i compilació del sistema
Zephyr utilitza Kconfig i devicetree com a sistemes de configuració, heretats del nucli de Linux però implementats en el llenguatge de programació Python per a la portabilitat a sistemes operatius que no són Unix. El sistema de compilació RTOS es basa en CMake, que permet compilar aplicacions Zephyr a Linux, macOS i Microsoft Windows.

### Eina d'utilitat "West"
Zephyr té una eina d'ús general anomenada "west" per gestionar repositoris, descarregar programes al maquinari, etc.

### Nucli
Els primers nuclis de Zephyr utilitzaven un disseny de nanonucli més micronucli. El desembre de 2016, amb Zephyr 1.6, això va canviar a un nucli monolític.
El nucli ofereix diverses característiques que el distingeixen d'altres sistemes operatius petits:
- Espai d'adreces úniques
- Algoritmes de planificació múltiples
- Altament configurable i modular per a més flexibilitat, amb recursos definits en temps de compilació
- Protecció basada en la unitat de protecció de memòria (MPU)
- Compatibilitat amb multiprocessament asimètric (AMP, basat en OpenAMP) i multiprocessament simètric (SMP)

### Seguretat
Un grup es dedica a mantenir i millorar la seguretat.  A més, ser propietat d'una comunitat i rebre el suport d'aquesta significa que els desenvolupadors de codi obert de tot el món estan revisant el codi, cosa que augmenta significativament la seguretat.